# IEC 61131-3
IEC 61131-3 — раздел (англ. Tier) международного стандарта IEC 61131 (также существует соответствующий европейский стандарт EN 61131), описывающий языки программирования для программируемых логических контроллеров.
| Английский | Английский                | Немецкий | Немецкий                  | Русский | Русский                                       | |
| Аббр.      | Обозначение               | Аббр.    | Обозначение               | Аббр.   | Обозначение                                   | Описание |
| ---------- | ------------------------- | -------- | ------------------------- | ------- | --------------------------------------------- | --- |
| LD         | Ladder Diagram            | KOP      | Kontaktplan               | РКС     | Релейно-Контактные Схемы                      | Графический язык. Представляет собой программную реализацию электрических схем на базе электромагнитных реле.                                                               |
| FBD        | Function Block Diagram    | FBS      | Funktionsbaustein-Sprache | FBD     | Функциональные блоковые диаграммы             | Графический язык. Функциональный блок (ФБ) выражает некую подпрограмму. Каждый ФБ имеет входы (слева) и выходы (справа). Программа создается путём соединения множества ФБ. |
| SFC        | Sequential Function Chart | AS       | Ablaufsprache             | SFC     | Последовательностные функциональные диаграммы | Графический высокоуровневый язык. Создан на базе математического аппарата сетей Петри. Описывает последовательность состояний и условий переходов.                          |
| ST         | Structured Text           | ST       | Strukturierter Text       | ST      | Структурированный текст                       | Текстовый Паскалеподобный язык программирования |
| IL         | Instruction List          | AWL      | Anweisungsliste           | IL      | Список инструкций                             | Текстовый язык. Аппаратно-независимый низкоуровневый ассемблероподобный язык (устарел, исключен в 3 редакции).                                                              |

Первая редакция вышла в 1993 году (IEC 61131-3:1993), вторая в 2003 (IEC 61131-3:2003).
Третья редакция стандарта вышла в 2012 г. (IEC 61131-3:2013 / ГОСТ Р МЭК 61131-3-2016)
Новые возможности: 
- Типы данных с явной структурой
- Тип данных с именованными значениями
- Элементарные типы данных
- Ссылки и операции со ссылками
- Частичный доступ к ANY_BIT
- Массив с изменяемой длиной
- Инициализация переменных
- Правила конвертации данных: неявное– явное
- Функции - правила вызова функций без результата.
- Функции конвертации типов: числовые, побитовые и т.д.
- Функции объединения и разделения времени и даты
- Классы, методы, интерфейсы и т.д.
- Объектно-ориентированные функциональные блоки (FB)
- Пространство имен
- Структурированный текст (ST) : операторы Continue и т.д.
- Релейно-контактные схемы (LD) : Контакты для сравнения (типизированные и перегруженные)
- Приложение A - формальная спецификация элементов языка

Удаления:
- Приложение - Примеры
- Приложение - взаимодействие с IEC 61499

Устаревшее, нежелательное к использованию
- Восьмеричные литералы
- Использование непосредственных МЭК адресов в теле программируемых организационных элементов (POU)
- Перегруженное усечение TRUNC
- Список инструкций (IL)
- Переменная "индикатор" исполняемого блока.

## Инструментальные среды программирования на языках МЭК 61131-3
- Proficy Machine Edition
- 1Tool, c.suite (Carel)
- Beremiz (open source)
- B&R Automation Studio
- CoDeSys
- CX-One
- CannyLab
- Cont Designer (Emicon)
- Concept
- ControlWave Designer (Emerson)
- GXDeveloper
- ISaGRAF
- Logic Designer (Yokogawa)
- MULTIPROG
- MasterPLC Designer
- Motorola System Tools Suite
- OpenPCS
- PL7
- PC-WORX
- SIMATIC STEP 7
- SILworX
- SCADA КРУГ-2000
- SCADA система "Каскад-САУ"
- SCADA система "Текон"
- Segnetics SMLogix
- Sysmac Studio
- Trace mode
- TwinCAT
- Unity Pro
- Visilogic (Unitronics PLC)
- ZWorkbench (Zentec)